# El cielo en la cabeza
El cielo en la cabeza es una novela gráfica del guionista Antonio Altarriba, del dibujante  Sergio García y la colorista Lola Moral, publicada en 2023. Esta novela gráfica trata de la violencia contra los niños a través de tres tipos de abusos que son la explotación laboral infantil (en este caso en las minas de coltán), los niños soldados en la República de Congo, y la emigración infantil de África a Europa. Miseria, guerras étnicas, injusticia social y aspiración a una vida digna son otros temas mayores de este cómic para adultos.

## Sinopsis
La novela gráfica sigue las difíciles etapas que atraviesa Nivek, un niño soldado congoleño de 12 años, en su lucha por escapar de su realidad y llegar a Europa, donde busca salvarse de un destino sombrío. La historia de Nivek se desarrolla en siete capítulos, de los cuales cuatro son esenciales para entender su trayectoria y transformación.

### Capítulo 1: El Congo
En este capítulo inicial, Nivek es uno de los niños que trabajan en minas controladas por el ejército en la región de Kivu. El ejército, que ya domina más de la mitad del territorio, busca reclutar más soldados para consolidar su poder.  Nivek, decidido a demostrar su valentía, convence a los militares de que es fuerte y comienza su entrenamiento para convertirse en un guerrero. Este capítulo está cargado de violencia extrema (violaciones, torturas y asesinatos) y resulta crucial para comprender la necesidad vital de Nivek por huir de esa vida.

### Capítulo 4: El desierto
Tras escapar de su país, Nivek busca salir del continente africano con la esperanza de llegar a Italia o España para encontrar una vida mejor. En el desierto, se une a un grupo de personas que, como él, intentan cruzar, guiados por un contrabandista al que han pagado. Sin embargo, el guía resulta ser un estafador. Nivek y los demás terminan siendo capturados y enviados a Libia, donde son vendidos como esclavos.

### Capítulo 5: Libia
En Libia, Nivek es vendido como esclavo sexual a un hombre poderoso. Rechazando ese destino, es obligado a luchar en un brutal circuito de combates a muerte. Después de haber ganado varios combates y en vez de seguir luchando hasta morir, Nivek logra escapar, robando el dinero de las apuestas para financiar su viaje hacia Europa.

### Capítulo 6: El Mediterráneo
A bordo de un barco rumbo a Europa, Nivek se acerca de su objetivo y de su sueño. Sin embargo, la embarcación explota en el mar, causando la muerte de casi todos los pasajeros. Solo Nivek y otras dos personas sobreviven y son rescatados por un barco que se dirige a Valencia. A pesar de las dificultades, logran escapar de las autoridades al llegar a España, marcando el inicio de una nueva etapa en su vida.

## Creación y trayectoria editorial
Por muy ficcional que es el protagonista de la historia, cabe señalar que sus andanzas son la compilación de relatos y testimonios auténticos proporcionados, entre otras fuentes, por la ONG Jambo Congoque, a través de su labor y blog, sirvió de plataforma para conectar al equipo creativo con las realidades que pretendían reflejar.
La aparición en la obra de un referente mundialmente conocido como el Premio Nobel de la Paz 2018, el doctor Denis Mukwege, en su hospital de Panzi, sirve, además de rendirle homenaje, a recordar al lector que detrás de estos personajes de papel hay personas reales.
De la misma manera, al volver sobre los temas del exilio y la emigración que ya había abordado en El arte de volar, novela gráfica de índole biográfico y autobiográfico en la que contaba la vida de su padre, Altarriba sigue demostrando la importancia social del cómic como medio comprometido.

## Valoración
La obra recibió una amplia cobertura mediática tanto a nivel nacional como internacional con una recepción crítica positiva.

## Premios
La obra ha recibido 5 premios entre los cuales:
- Premio de la Crítica ACBD 2024, el Premio al Mejor Guion.[10]
- Premio de la Crítica en las Jornadas del Cómic de Avilés 2024 con tres distinciones : Mejor dibujante nacional: Sergio García. Mejor guionista nacional: Antonio Altarriba. Mejor obra nacional.
- Premio del jurado y columnistas de BDGest’Arts 2023.[11]
- Premio al Mejor Guion por el salón del Cómic de Zaragoza de 2023.
- Premio Granada Noir[12] - IX edición - 2023.